# Motolayataq
Motolayataq è un comune dell'Azerbaigian situato nel distretto di Astara. Conta una popolazione di 1.108 abitanti.